# Feu rouge clignotant (SNCF)
Pour les articles homonymes, voir Feu rouge clignotant.

Feu rouge clignotant sur un signal de la gare de Clichy - Levallois.

Le feu rouge clignotant est un signal ferroviaire utilisé à la SNCF pour l'espacement des trains, appelé cantonnement.

## Représentation
Le feu rouge clignotant n'existe qu'en signalisation lumineuse et est présenté sous forme d'un feu rouge clignotant, dans certains cas accompagné d'un œilleton de franchissement (petit feu blanc). Il est précédé par un autre signal présentant l'avertissement.

## Signification
Le feu rouge clignotant protège le canton situé en aval du signal. Il peut indiquer (plusieurs cas possible en même temps) :
- qu'un train est présent dans le canton situé en aval du signal ;
- qu'il y a un rail cassé dans le canton situé en aval du signal (valable uniquement si le BAL est à circuits de voies) ;
- qu'un signal d'arrêt est placé à faible distance (heurtoir, carré ou guidon d'arrêt) ;
- que le signal d'arrêt suivant est à une distance anormalement faible du point de protection ;
- une entrée sur une voie de garage.

Lorsque ce signal est implanté alors qu'aucune des trois dernières possibilités citées n'est réunie, il joue quasiment le même rôle que le sémaphore, tout en étant plus permissif (l'arrêt n'est pas nécessaire, voir ci-dessous). Il peut être ainsi placé en rampe, pour éviter l'arrêt des trains lourds et s'affranchir ainsi des difficultés au redémarrage, en sortie de gare sur les lignes de banlieue pour éviter l'arrêt en gare de trains ne s'y arrêtant normalement pas, et en entrée de gare pour permettre à un train de s'accrocher au train déjà à quai (par exemple entre deux TGV venant de provenances différentes et ayant la même destination).
Le feu rouge clignotant se rencontre sur les signaux possédant une plaque F ou Nf et se trouve principalement dans ces 3 configurations suivantes :
- feu rouge clignotant + plaque F (+ éventuellement œilleton allumé) ;
- feu rouge clignotant + plaque Nf + œilleton allumé ;
- feu rouge clignotant + plaque Nf + œilleton allumé + tableau G.

Face à un feu rouge clignotant, le signal peut être franchi en marche à vue, sans arrêt ni autorisation préalable, à une vitesse inférieure ou égale à 15 km/h pour ensuite respecter les mêmes prescriptions que le franchissement d'un sémaphore (suivre la règle de la marche à vue dans tout le canton suivant).